# Tordesillaská smlouva

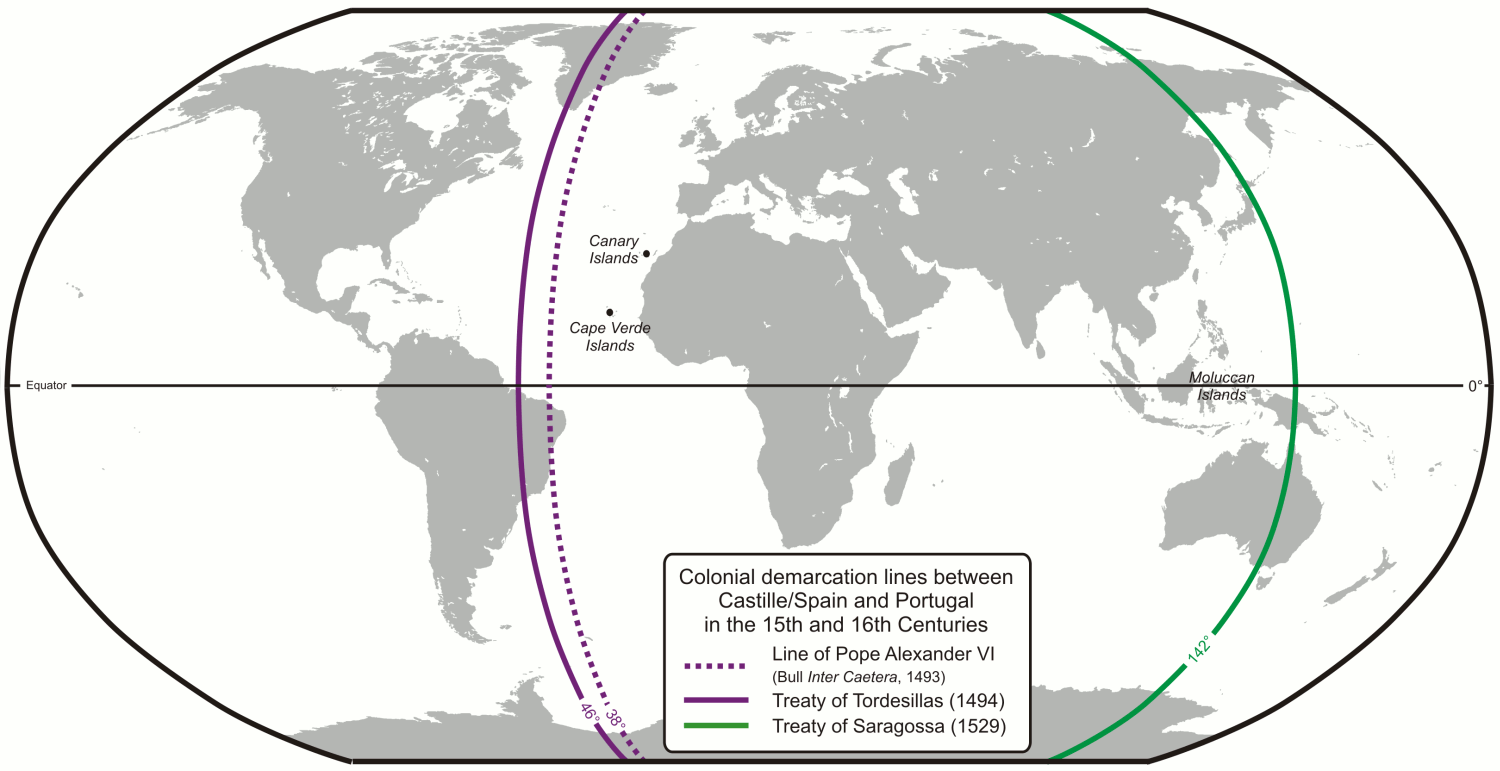
Rozdělení světa mezi Španělsko a Portugalsko podle Tordesillaské smlouvy (plná fialová čára)

Tordesillaská smlouva či též smlouva z Tordesillas (portugalsky Tratado de Tordesilhas, španělsky Tratado de Tordesillas) byla smlouvou o rozdělení světa mezi Španělsko a Portugalsko. Byla podepsána na nátlak papeže Alexandra VI. dne 7. června 1494 ve španělském městě Tordesillas.

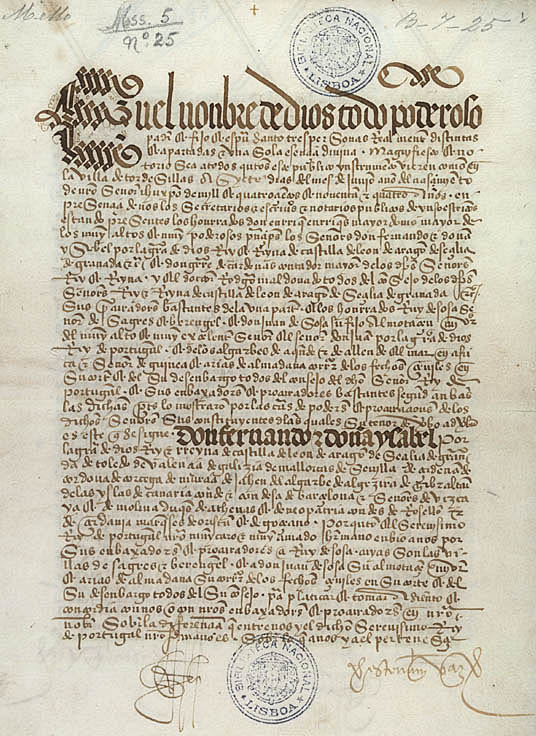
První stránka uvedeného dokumentu

## Historie
Papež tím chtěl zabránit ozbrojenému střetu mezi tehdy vedoucími katolickými námořními mocnostmi. Již Kalixt III. rozdělil v r. 1456 svět mezi Kastilii a Portugalsko rovnoběžkou vedoucí přes mys Bojador (ar. بوجدور [Búdždúr]). Na toto dělení navázala papežská bula Aeterni regis z roku 1481, která přiřkla oblast jižně od Kanárských ostrovů Portugalsku. Papež Alexandr VI. (Rodrigo Borgia) v bule Inter caetera (květen 1493) stanovil dělicí linii ve vzdálenosti 100 leguas (asi 480 km) západně od Kapverd. Linie probíhala severojižním směrem Atlantikem. Všechna území západně od ní (Amerika) měla být vlastnictvím Španělska, všechna území na východ (Afrika, Asie) měla připadnout Portugalsku. Proti tomu se postavil portugalský král Jan II. V následujících tvrdých jednáních, která vedl astronom, kartograf a námořník Duarte Pacheco Pereira, se Portugalcům podařilo posunout linii na 370 španělských leguas (asi 1770 km) západně od Kapverd. Nová hraniční linie umožnila Portugalcům kolonizovat část Brazílie ležící na východ od ní. Existuje domněnka, že Portugalci již při těchto jednáních o existenci Brazílie věděli.
Smlouva byla podepsána v Tordesillas 7. června 1494 a již 2. července ji ratifikovalo Španělsko, 5. září pak Portugalsko. Text smlouvy si strany vykládaly podle svého. Sporným místem bylo, kde leží vztažný bod, od kterého je poloha linie určována. Zda je na západě, nebo na východě Kapverdských ostrovů. Rozdíl dělal 60 leguas (asi 290 km). Kromě toho španělská legua se lišila od portugalské a ta existovala jako stará a nová legua. Došlo tak například ke sporu o Molucké ostrovy.
Ostatní námořní mocnosti (Anglie, Francie, Holandsko) smlouvu z Tordesillas neuznaly. Smlouva byla zrušena roku 1750 ujednáním z Madridu.